# Psaenythia unizonata
Psaenythia unizonata là một loài Hymenoptera trong họ Andrenidae. Loài này được Holmberg mô tả khoa học năm 1903.